# تونی کمبل

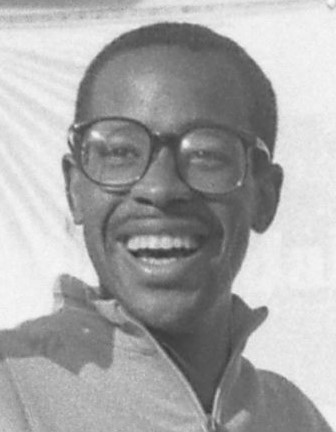
تونی کمبل در سال ۱۹۸۴

تونی کمبل (انگلیسی: Tonie Campbell؛ زادهٔ june ۱۴, ۱۹۶۰ (۶۴ سال)) ورزشکار دو و میدانی اهل ایالات متحده آمریکا است.
وی در مسابقات کشوری و بین‌المللی در مجموع برندهٔ ۱ مدال طلا، ۱ مدال برنز شده‌است.